# Helena Bergström
Helena Kristina Bergström (Kortedala, Gotemburgo, 5 de febrero de 1964) es una actriz y directora de cine sueca. Proveniente de una familia de actores, inició su carrera en 1982. Ha aparecido en los escenarios del Royal Dramatic Theatre (Dramaten) y del Teatro de la ciudad de Estocolmo, pero es más conocida por su trabajo en el cine. The Women on the Roof (en sueco: Kvinnorna på taket) está considerado como uno de sus trabajos más importantes. Su película más premiada es The Last Dance, por la cual recibió el Premio Guldbagge a la Mejor Actriz en un rol principal y en los Festivales en Montreal y Estambul.

## Biografía
Helena es hija de la actriz Kerstin Widgren y del director Hans Bergström. Está casada con el director inglés Colin Nutley, con el cual tiene dos hijos y con quién hizo la mayoría de sus películas.
La carrera de actuación de Helena Bergström, la cual de niña prefería trabajar con animales, comienza en 1982, cuando participa en la serie televisiva "Time Out". Un año más tarde actúa en la serie de comedia satírica "Vidöppet". Helena Bergström estudia hasta 1988 en la escuela superior de teatro (Teaterhögskolan) en Estocolmo y trabaja después en el Real Teatro Dramático (Dramaten) y en el Teatro de la ciudad de Estocolmo.
Helena Bergstrom se vuelve más conocida en Suecia en 1989 por sus papeles en las películas "1939" y "Kvinnorna på taket" (Las mujeres en el techo). Es a través de un cartel de su última película que es descubierta por Colin Nutley, el cual la contrata para el papel principal femenino en la película "Blackjack" (1990). En 1992 actúa al lado de Rikard Wolff en el papel de Fanny en la película "Änglagård" ("La granja de Fanny"). Para este papel los lectores del periódico sueco Expressen la coronan como la figura de cine del año 1992.
Bergström es reconocida en 1993 como mejor actriz principal con el Premio Guldbagge por sus papeles principales en las películas "Sista dansen" y "Pariserhjulet".
En el escenario Helena Bergström tiene papeles en las obra de Luigi Pirandello "Seis personas en búsqueda de un autor", en "Piaf" y en Hamlet de William Shakespeare.
En 2012 es presentadora en el festival sueco de música Melodifestivalen.

## Filmografía (Selección)
- 1982: Time Out (Miniserie)
- 1983: Vidöppet (Serie televisiva)
- 1988: Friends
- 1989: Husbonden - piraten på Sandön (Película)
- 1989: 1939
- 1989: Las mujeres en el techo (Kvinnorna på taket)
- 1990: Blackjack
- 1992: La granja de Fanny (Änglagård)
- 1993: La rueda de Paris (Pariserhjulet)
- 1993: El último baile (Sista dansen)
- 1994: Änglagård - andra sommaren
- 1996: Los cazadores (Jägarna)
- 1996: Así es la vida (Sånt är livet)
- 1998: Still Crazy
- 1998: Debajo del sol (Under solen)
- 2000: Gossip
- 2000: La vida es un Schlager - Livet är en schlager
- 2001: La explosión (Sprängaren)
- 2003: El paraíso - Paradiset
- 2004: The Queen of Sheba's Pearls
- 2006: Heartbreak Hotel
- 2015: Una Navidad muy loca (En underbar jävla jul) también dirección y guion
- 2016: Marea viva (Springfloden, serie de televisión)